# Ninja Golf
Ninja Golf est un jeu vidéo de type beat 'em up/golf développé par BlueSky Software et édité par Atari Corporation pour l'Atari 7800. Le gameplay consiste pour le joueur ninja à frapper une balle de golf au début de chaque trou (étape) et à combattre divers ennemis dans des sections à défilement latéral pour l'atteindre. Chaque trou est gardé par un dragon cracheur de feu que le joueur doit vaincre en lançant des shurikens.
L'équipe de conception du jeu était composée des programmeurs David A. Dentt et David R. Sullivan. Une version pour les ordinateurs Atari 8-bits était en production simultanée mais a été annulée. La sortie du jeu en 1990 a été l'une des dernières de l'Atari 7800 avant l'arrêt de la console.
L'accueil critique de Ninja Golf a été mitigé, bien que la couverture médiatique rétrospective ait considéré son concept inhabituel et son mélange de genres comme très mémorables. Le jeu a depuis été repris dans plusieurs compilations de jeux rétro, services et consoles. Un remake amélioré pour iOS et Android a été développé par Alpha Dog Games et publié par Atari Interactive en 2019.